# إيسيكاي

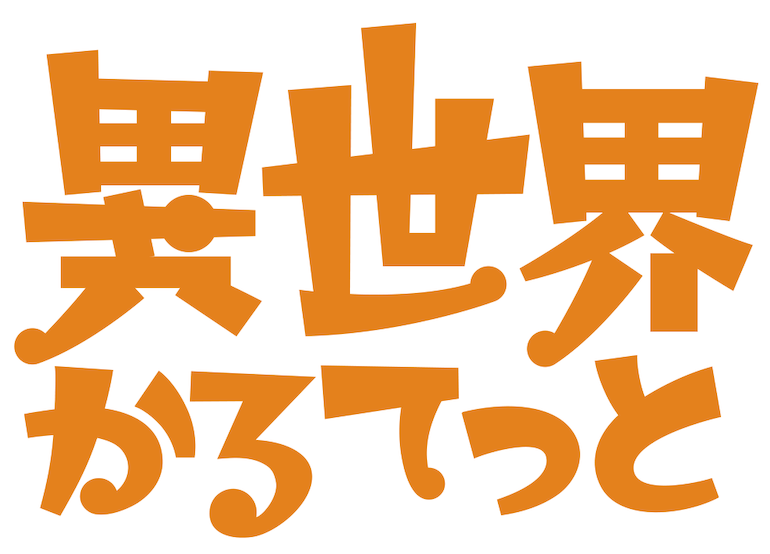
نص بالابجدية اليابانية يناسب الموضوع

إيسيكاي هي نوع ياباني من الروايات الخفيفة، والمانغا، والأنمي وألعاب الفيديو التي تدور حول شخص يُنقل إلى عالم آخر ويجب أن ينجو فيه قد يكون هذا عالم خيالي، عالم افتراضي، كوكب أو عالم موازي.